# 천궈푸
천궈푸(陳果夫, 1892년 10월 27일 ~ 1951년 8월 25일)는 중화민국의 군인, 정치인이다. 본명은 천쭈타오(陳組燾), 자는 궈푸(果夫). 1966년 건국훈장 대한민국장을 추서하였다.

## 학력
- 중화민국 저장 성 항저우 저장 육군강무학교 볼업
- 중화민국 광둥 성 광저우 황푸 군관학교 졸업
- 중화민국 국방참모학교 졸업